# پلی‌کلینیک سنت اورسلا-مولپیگی
پلی کلینیک سنت اورسولا - مولپیگی (نام رسمی ایتالیایی: Azienda ospedaliero-universitaria Policlinico Sant'Orsola Malpighi) یک بیمارستان دانشگاهی و دولتی است. این پلی کلینیک بزرگترین بیمارستان (از نظر تخت) در ایتالیا و اولین بیمارستان از چهار بیمارستان دولتی شهر بولونیا (۳ بیمارستان دیگر شامل: بیمارستان بزرگ، بیمارستان زیبا و انستیتو ارتوپد ریتزولی) است.
پلی کلینیک تقریباً ۱۵۳۵ تخت و ۵۱۵۳ کارمند (۸۵۷ پزشک) دارد. سالانه ۶۹۰۰۰ پذیرش عادی، ۱۳۹۰۰۰ پذیرش اورژانسی، ۳۳۰۰۰ عمل جراحی و ۳ میلیون معاینه تخصصی دارد. در برخی از زمینه‌ها (هماتولوژی انکولوژیک، کبد، جراحی کودکان) دارای رده برتر بین‌المللی می‌باشد.
این بیمارستان وابسته به دانشکده پزشکی و جراحی مرکز تحقیقاتی - دانشگاه بولونیا ۱۰۸۸ است.
طبق مجله نیوزویک، این بیمارستان دارای مقام بیست و هفتم بیمارستانهای برتر در جهان برای قلب و عروق، بیست و هشتم برای غدد درون ریز و سی و هفتم برای بیماری گوارش است.

## پیوند
در ایتالیا، این پلی کلینیک بعد از بیمارستان سن جیووانی باتیستا در تورین، دومین مرکز بزرگ پیوند کبد (۴۸۷ در سال ۲۰۰۰–۲۰۰۵) و کلیه (۴۲۴) است. و همچنین دومین بیمارستان برای قلب (۲۱۲) بعد از پلی کلینیک سن متئو در پاویا است. پلی کلینیک همچنین پیوند روده و چند عضو را انجام می‌دهد. در سال ۲۰۰۸ برای اولین بار در اروپا پیوند چند عضوی قلب - کبد - کلیه در این بیمارستان انجام شد.
در سال ۲۰۱۶، ۲۴۳ پیوند انجام شد
در ده سال (۱۶–۲۰۰۶)، ۴۲۷ پیوند قلب با نرخ بقای بیش از ۹۰ درصد در یک سال و ۸۰٫۵ درصد در پنج سال انجام شد. هر دو نتیجه در سراسر کشور ایتالیا بالاترین بوده‌است.

## تاریخچه
بیمارستان سنت اورسولا در سال ۱۵۹۲ درست خارج از دیوارهای شهر (جاده کمربندی فعلی) تأسیس شد. در سال‌های ۱۸۶۰–۱۸۶۹، سرانجام، این مکان به خانه درمانگاه‌های دانشکده پزشکی تبدیل شد. این بیمارستان به نام سنت اورسولا (در حال حاضر قدیس حامی) نامیده شده‌است. در سال ۱۹۷۸ با بیمارستان مجاور مالپیگی که در سال ۷۰ ساخته شد ادغام شد. این بیمارستان به نام مارچلو مالپیگی از بولونیا، یکی از بزرگترین بافت‌شناس، آناتومیک و فیزیولوژیست‌های ایتالیایی نامیده شده‌است.

## ساختار

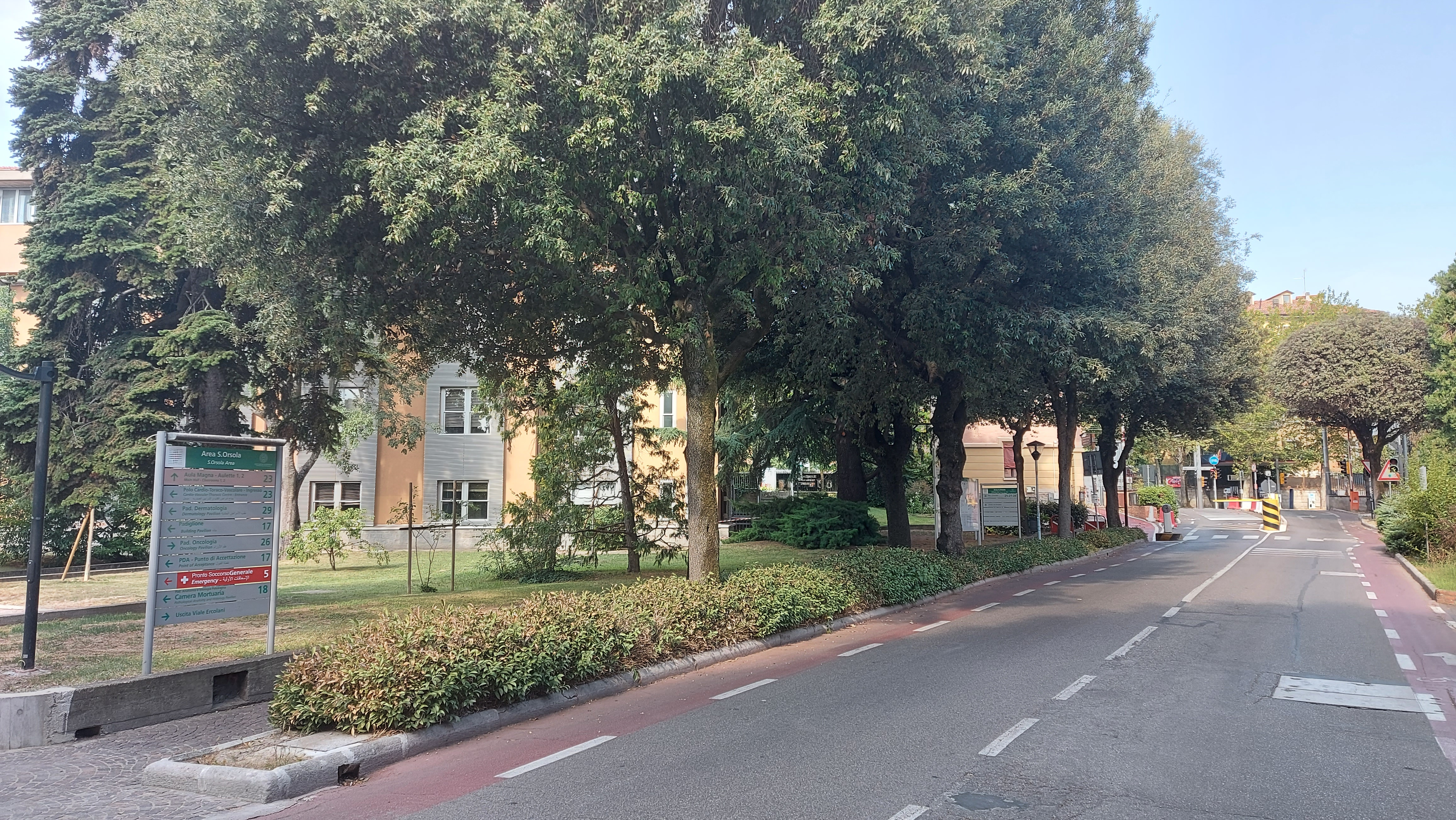
ویاله ارکولانی (بلوار ارکولانی)، خیابانی در داخل باغ شهر

این بیمارستان دارای سی و دو ساختمان به نام پادیلیونی (پاویون، غرفه) است که میزبان ۸۴ واحد (تخصصی و پشتیبانی) در ۹ بخش است. این به عنوان یک «باغ شهر» به طول ۱٬۸ سازماندهی شده‌است کیلومتر
پادیلیونی‌ها از شرق به غرب (از دورترین تا نزدیک به مرکز شهر) شماره گذاری می‌شوند.
منطقه مالپیگی
- ۱ پلاجی (اورولوژی، چشم پزشکی، قلب و عروق)
- ۲ آلبرتونی (داخلی، سالمندان، مغز و اعصاب)
- ۳ ساختمان مدیریت

منطقه سنت اورسولا
- ۴ زنان و زایمان، بخش اورژانس
- ۵ بخش پاتولوژی (جراحی‌های عمومی، پلاستیک، دهان و فک و صورت، قفسه سینه، عروق، دیابت، داخلی، گوش و حلق و بینی، گوارش و غیره)
- ۵ بخش اورژانس عمومی و ارتوپدی
- ۶ بیماری‌های عفونی
- ۷ بیماری‌های متابولیک
- ۸ هماتولوژی
- ۹ مرکز ماموگرافی
- ۱۰ اطفال
- ۱۱ کلینیکا مدیکا (دیابتولوژی، غدد درون ریز، ژنتیک پزشکی، داخلی، رادیولوژی، رادیوتراپی)
- ۱۲ واحد پشتیبانی
- ۱۳ اطفال (جراحی اطفال، عصب روانپزشکی اطفال، اطفال، ص. بخش اورژانس)
- ۱۴ قلب و عروق
- ۱۵ پنومونفرولوژی (ریه، نفرولوژی)
- ۱۷ مرکز پذیرش یکپارچه
- ۱۸ آسیب‌شناسی تشریحی و هیستولوژیک
- ۱۹ مدیریت اداری
- ۲۰ آزمایشگاه مرکزی

- ۲۱ کاردیولوژی (قلب و عروق)
- ۲۳ جراحی‌های قلب و عروق
- ۲۴ آنژیولوژی
- ۲۵ جراحی عمومی
- ۲۶ انستیتو انکولوژی «اف. آداری»
- ۲۷ جراحی عمومی
- ۲۸ جراحی عمومی

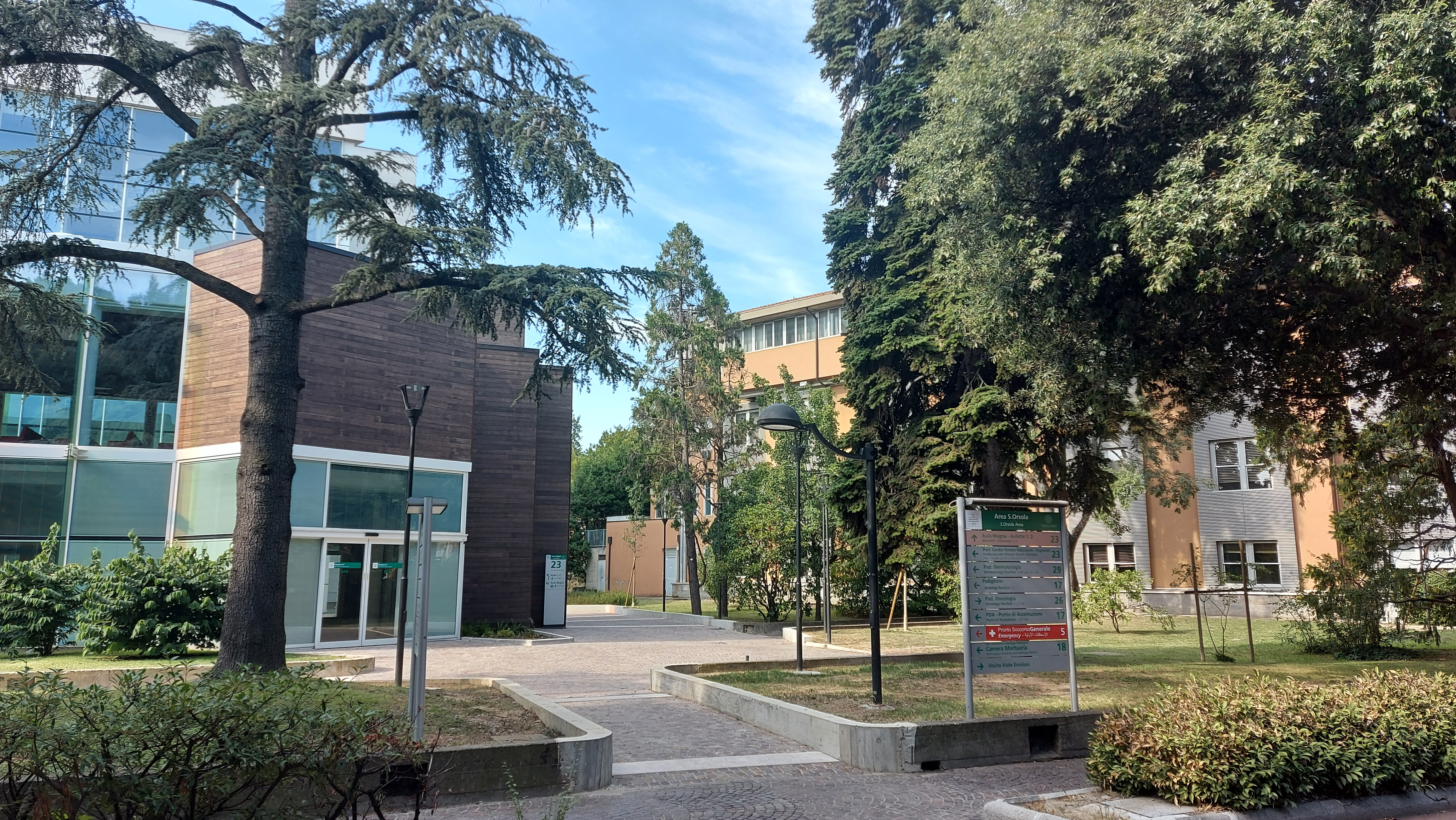
پادیلون ۲۳ - جراحی‌های قلب و عروق

- ۲۹ درماتولوژی (درماتولوژی، هیمونوماتولوژی و پزشکی انتقال خون)
- ۳۰ پزشکی هسته ای، رادیوتراپی
- ۳۱ پادیلیون ارکولانی
- ۳۲ پادیلیون صلیب صرخ ایتالیا (CRI)